# 印度電影觀眾獎
印度電影觀眾獎（英語：Filmfare Awards）是由印度《電影觀眾》（Filmfare）雜誌頒發的獎項，也可稱之為印度電影奥斯卡獎，在印度電影界享有權威的地位，開始於1954年，每年一度評選。

## 奖项设置

### 基本奖
- 最佳电影
- 最佳导演
- 最佳男主角
- 最佳女主角
- 最佳男配角
- 最佳女配角
- 最佳反派角色
- 最佳喜剧角色
- 最佳男新人
- 最佳女新人
- 最佳音乐导演
- 最佳作词者
- 最佳男性演唱者
- 最佳女性演唱者

### 评论奖
- 印度電影觀眾獎評论奖最佳电影
- 印度電影觀眾獎評論獎最佳表演(男演员和女演员)
- 印度電影觀眾獎評論獎最佳紀錄片

### 特别奖
- 终身成就奖
- Power Award
- 特别表演奖
- 年度最佳场景
- RD Burman Award for New Music Talent]

### 技术奖
- 最佳动作
- 最佳艺术指导
- 最佳背景设计
- 最佳摄影
- 最佳剪辑
- 最佳舞蹈设计
- 最佳故事
- 最佳剧本
- 最佳对話
- 最佳音效
- 最佳特效
- 最佳服装设计

## 外部連結
- 《印度電影觀眾獎》的公式網址
- 歷年獲獎電影和演員名單